# Clio (Alabama)
Clio – miasto w Stanach Zjednoczonych, w stanie Alabama. Zgodnie ze spisem z roku 2005 miasto zamieszkiwało 2216 osób. W roku 2023 liczba mieszkańców spadła do 1200 osób, a gęstość zaludnienia do 46 osób/km².

## Urodzeni w Clio
W Clio urodzili się m.in. George Wallace – czterokrotny gubernator Alabamy oraz Don Sutton – amerykański komentator sportowy.

## Geografia
Według danych amerykańskiego Biura Spisów Ludności (U.S. Census Bureau), miasto zajmuje powierzchnię 26,1 km², z czego 26,1 km² stanowią lądy, a (0,10%) stanowią wody.

## Demografia
Według spisu z roku 2000, miasto zamieszkuje 2,206 osób, które tworzą 464 gospodarstwa domowe oraz 278 rodzin. Gęstość zaludnienia wynosi 84,7 osób/km². Na terenie miasta znajduje się 527 budynków mieszkalnych o średniej częstości występowania na poziomie 20,2 budynków/km². 37,31% ludności miasta to ludzie biali, 57,21% to czarni, 1,22% to rdzenni Amerykanie, 0,32% to Azjaci, 0,05% to mieszkańcy z wysp Pacyfiku, 2,09% to ludność innych ras, 1,81% to ludność wywodząca się z dwóch lub większej ilości ras, 3,31% to Hiszpanie lub Latynosi.
W mieście znajdują się 464 gospodarstwa domowe, z czego w 29,0% z nich znajdują się dzieci poniżej 18 roku życia. 41,2% gospodarstw domowych tworzą małżeństwa. 20,3% stanowią kobiety bez męża, a 35,9% to nie rodziny. 32,9% wszystkich gospodarstw składa się z jednej osoby. W 15,7% znajdują się samotne osoby powyżej 65 roku życia. Średnia wielkość gospodarstwa domowego wynosi 2,41 osoby, a średnia wielkość rodziny to 2,97 osoby.
Populacja miasta rozkłada się na 12,1% osób poniżej 18 lat, 14,2% osób z przedziału wiekowego 18-24 lat, 44,8% osób w wieku od 25 do 44 lat, 21,5% w wieku 45-64 lat i 7,3% osób które mają 65 lub więcej lat. Średni wiek mieszkańców to 35 lat. Na każde 100 kobiet przypada 296,1 mężczyzn. Na każde 100 kobiet w wieku 18 lub więcej lat przypada 347,6 mężczyzn.
Średni roczny dochód w mieście na gospodarstwo domowe wynosi $17,417 a średni roczny dochód na rodzinę to $23,594. Średni roczny dochód mężczyzny to $24,500, kobiety $18,021. Średni roczny dochód na osobę wynosi  $6,296. 30,3% rodzin i 40,5% populacji miasta żyje poniżej minimum socjalnego, z czego 54,3% to osoby poniżej 18 lat a 39,0% to osoby powyżej 65 roku życia.